# Still Loving You
"Still Loving You" là một ca khúc power ballad của ban nhạc Scorpions, trong album phát hành năm 1984 Love at First Sting.
Bài hát đã đạt vị trí 64 trong bảng xếp hạng 100 Billboard. Ca khúc được xem là ca khúc hay nhất, thành công lớn nhất của nhóm, và trở thành một trong những bài hát truyền thống của làng nhạc rock thế giới (đạt vị trí số 22 trong bảng xếp hạng 25 ca khúc power ballad vĩ đại nhất của đài VH1).
Chỉ riêng tại Pháp, đĩa đơn này đã bán được 1,7 triệu bản. Ca khúc đã tạo nên làn sóng to lớn nhất trong giới hâm mộ của Pháp kể từ thời Beatles và trở thành thương hiệu của Scorpions trên khắp thế giới.

## Các bản thu khác
- Bài hát sau này đã được nhóm thu lại trong album Acoustica phát hành năm 2001
- Bài hát được cover lại bởi một nhóm nhạc power ballad người Phần Lan là Sonata Arctica trong đĩa Successor của họ.